# Catherine Greenhill
Catherine Greenhill és una matemàtica australiana coneguda per la seua investigació en gràfics aleatoris, enumeració combinatòria i cadenes de Markov. És professora de matemàtiques a l'Escola de Matemàtiques i Estadística de la Universitat de Nova Gal·les del Sud,  i editora en cap d'Electronic Journal of Combinatorics.
Greenhill va cursar els seus estudis de pregrau a la Universitat de Queensland i va obtenir-hi un màster, treballant amb Anne Penfold Street. El 1996 es va doctorar a la Universitat d'Oxford, sota la supervisió de Peter M. Neumann. La seua tesi va ser From Multisets to Matrix Groups: Some Algorithms Related to the Exterior Square. Després d'una investigació postdoctoral amb Martin Dyer a la Universitat de Leeds i amb Nick Wormald a la Universitat de Melbourne, Greenhill es va unir a la Universitat de Nova Gal·les del Sud en 2003.  Va ser ascendida a professora associada en 2014 i es va convertir en la primera matemàtica a aconseguir-ho en esta universitat.
Greenhill va ser la guanyadora de la Medalla Hall de l'Institut de Combinatòria i les seues Aplicacions en 2010. Va ser presidenta de la Societat de Matemàtiques combinatòries d'Australàsia durant 2011-2013. El 2015, la Acadèmia Australiana de Ciències li va atorgar la Medalla Christopher Heyde per la seua investigació en les ciències matemàtiques.